# Ibra Kébé
Pour les articles homonymes, voir Kébé.
Ali Ibrahim Kébé Baye, né le 24 décembre 1978 à Saint-Louis, est un footballeur sénégalais qui évolue comme défenseur.

## Biographie
Sélectionné en équipe du Sénégal, il joue au FK Anji Makhatchkala.